# Robert C. Weaver Federal Building
El Robert C. Weaver Federal Building es un edificio de oficinas de 10 pisos en Washington D. C., propiedad del gobierno federal de Estados Unidos. Terminado en 1968, sirve como la sede del Departamento de Vivienda y Desarrollo Urbano de Estados Unidos (HUD, por su sigla en inglés). Construido por la Administración de Servicios Generales, es un excelente ejemplo de arquitectura brutalista. La estructura lleva el nombre de Robert C. Weaver, el primer secretario de Vivienda y Desarrollo Urbano y el primer miembro afroamericano del gabinete.
El edificio fue agregado al Registro Nacional de Lugares Históricos el 26 de agosto de 2008.

## Concepción del edificio
En 1962, el presidente John F. Kennedy creó el Comité Ad Hoc sobre el Espacio de Oficinas Federales y lo encargó de desarrollar nuevas pautas para el diseño de edificios de oficinas federales. El 23 de mayo de 1962, el Comité Ad Hoc publicó un informe de una página, Principles for Federal Architecture (Principios rectores de la arquitectura federal). El documento alentó a los planificadores federales a considerar y construir estructuras que "reflejen la dignidad, la iniciativa, el vigor y la estabilidad del gobierno nacional estadounidense" y "encarnen el mejor pensamiento arquitectónico estadounidense contemporáneo".
En 1965, importantes revisiones a la política de vivienda federal dieron como resultado la creación del Departamento de Vivienda y Desarrollo Urbano de Estados Unidos. El Congreso de Estados Unidos lo aprobó y el presidente Lyndon B. Johnson firmó la Ley de Vivienda y Desarrollo Urbano de 1965 el 10 de agosto de 1965, que el presidente Johnson llamó "el avance más importante" en la política de vivienda federal desde los años 1920. La legislación amplió enormemente los fondos para los programas de vivienda federales existentes y agregó nuevos programas para proporcionar subsidios de alquiler para ancianos y discapacitados; subvenciones para la rehabilitación de viviendas a propietarios pobres; disposiciones para que los veteranos realicen pagos iniciales muy bajos para obtener hipotecas; nueva autoridad para que las familias que califiquen para vivienda pública se coloquen en viviendas privadas vacías (junto con subsidios para los propietarios); y subvenciones de contrapartida a localidades para la construcción de redes de agua y alcantarillado, construcción de centros comunitarios en áreas de bajos ingresos y embellecimiento urbano. Solo cuatro semanas después, el 9 de septiembre, Johnson firmó la ley que dio existencia al Departamento de Vivienda y Desarrollo Urbano de Estados Unidos.
El trabajo de diseño en el futuro edificio de HUD comenzó de inmediato. Karel Yasko, comisionado asistente de Diseño y Construcción en la Administración de Servicios Generales (GSA, por su sigla en inglés), supervisó el proceso de diseño de acuerdo con las pautas del Comité Ad Hoc. En 1946, el Congreso aprobó la Ley de Reurbanización del Distrito de Columbia, que estableció la Agencia de Reurbanización de Tierras del Distrito de Columbia y dispuso la autorización de terrenos y fondos de reurbanización en la capital. Después de una década de discusión, comentarios públicos y negociaciones con propietarios y desarrolladores, el Plan de Renovación Urbana del Suroeste fue aprobado en noviembre de 1956. En parte, el plan despejó el camino para que GSA construyera nuevos grandes edificios de oficinas federales entre la Avenida Independencia y la Autopista Southeast hacia el sur. El edificio de HUD, el único edificio de oficinas al sur de las vías del tren (que bifurcó el área en un eje este-oeste), fue diseñado para ser un escaparate de las pautas de diseño del Comité Ad Hoc. El arquitecto de renombre internacional Marcel Breuer presentó el diseño ganador del edificio. Breuer se convirtió en el arquitecto principal del edificio, asistido por su socio Herbert Beckhard y la firma Nolen-Swinburne.
Breuer se basó en muchos de sus edificios anteriores en busca de inspiración para la sede de HUD. Antes había construido edificios de hormigón prefabricado curvilíneos para la sede mundial de la UNESCO en París y el Centro de Investigación de IBM en La Gaude (ambos en Francia). La forma curvilínea permitió que la máxima cantidad de luz natural alcanzara el máximo número de oficinas. Este diseño también reflejó gran parte del estilo arquitectónico adoptado durante los años 1960 en Washington D. C. (especialmente en el complejo Watergate). El diseño final se asemeja al de una letra mayúscula gigante X con un lomo alargado y cuatro brazos bilaterales, simétricos y curvados. Los cuatro brazos crearon cuatro espacios. El espacio norte se entregó a gigantescos conductos de ventilación de aire acondicionado. El espacio occidental se plantó con césped y con bancos bajos de hormigón que recubren el espacio semicircular.
Las especificaciones de diseño de GSA requerían que se incorporara un amplio estacionamiento subterráneo al edificio. Breuer diseñó una plaza de 2,4 ha para encajar como una especie de techo sobre el garaje subterráneo. La superficie de la plaza estaría cubierta con "piedras" de mampostería, con una entrada curva (imitando la fachada del edificio) para conducir el tráfico vehicular hacia la entrada y salida del garaje (que estaban ubicadas en el centro de la plaza). Una rama del camino de entrada (con bolardos) llegaba hasta las puertas de entrada para permitir que las limusinas de los visitantes de alto rango llegaran directamente a las puertas de entrada del edificio. Debido a que el peso de la plaza/techo tenía que mantenerse ligero, no se previeron plantaciones (césped, árboles, arbustos, etc.) para la plaza. Aunque la plaza estaba desprovista de plantas, su forma y vasta extensión fueron diseñadas para relacionarse estéticamente con el cercano National Mall.
Para la fachada se proyectaron ventanas hundidas de formas rectilíneas, una marca registrada de Breuer. Los marcos de las ventanas estaban hechos de hormigón prefabricado. El edificio fue la primera estructura diseñada por Breuer en Estados Unidos en utilizar una fachada de hormigón prefabricado, y este fue el primer edificio federal que se construyó con hormigón prefabricado. La fachada fue diseñada para soportar cargas, con los paneles en el segundo, tercer y cuarto piso diseñados para soportar el peso del edificio. Los marcos de las ventanas en los pisos octavo, noveno y décimo eran un poco más delgados porque, aunque no soportaban carga, tenían que contener tuberías de HVAC. Los paneles en los pisos intermedios requirieron la menor cantidad de fabricación, según el arquitecto Herbert Beckhard (un asociado de la firma Breuer que ayudó a diseñar el edificio), ya que no necesitaban soportar tanta carga ni contener mucha tubería. Las ventanas no se encuentran en la esquina del marco de hormigón. Las tuberías del túnel de la Interestatal 395 (que corre debajo del edificio) atraviesan las paredes del edificio y ventilan en las esquinas de los marcos de las ventanas, dispersando los gases de escape de los automóviles en el aire. Cada unidad de concreto mide 0,9 m de espesor y pesa casi 13 toneladas. La empresa que suministró los marcos de las ventanas no tenía experiencia previa en la producción de hormigón arquitectónico, sino que había suministrado formas prefabricadas para puentes y estacionamientos.
Los pisos interiores de la estructura también fueron de hormigón prefabricado. Sin embargo, los pisos estaban hechos casi de materiales más que tradicionales. Al final del proceso de diseño, los contadores de GSA estimaron que el costo del hormigón prefabricado para el piso sería excepcionalmente alto y GSA amenazó con cambiar los planos arquitectónicos. Pero después de extensas discusiones entre GSA y Breuer, GSA cedió. Los planos se licitaron según lo diseñado y los pisos se fabricaron por mucho menos de lo estimado. 
La base del edificio fue diseñada para verse muy diferente a los nueve pisos superiores. La primera planta del edificio está rebajada, con hormigón de soporte de carga pilotis (pilares) que soporta las plantas superiores a intervalos alrededor del edificio. Las columnas en forma de V se estrechan hacia una base estrecha que crea una apariencia más abierta y "más ligera" a nivel del suelo y cuya angularidad contrasta con la fachada curva del edificio. Las paredes del primer piso empotrado no son de hormigón desnudo, sino revestidas de granito.
No se usó arenado o grabado con ácido del concreto exterior visible para suavizar la apariencia de la estructura, ya que Breuer y Beckhard creían que las técnicas de fundición de concreto habían avanzado lo suficiente como para que ya no lo requirieran.
Un busto de Oscar Stonorov de Catherine Bauer Wurster, una influyente defensora de la vivienda pública en los años 1930, adorna el vestíbulo principal (sur) del edificio.
Se esperaba que el proyecto costara 32 millones de dólares, aunque el Congreso asignó solo 29 millones para la construcción. 

## Construcción y nombre
El título del terreno estaba en manos de la Agencia de Reurbanización de Tierras de D.C. y la preparación del sitio comenzó en noviembre de 1965. La palada inicial y la construcción ya habían comenzado en la primavera de 1966. John McShain, Inc., uno de los mayores contratistas de construcción federales en el área metropolitana de Washington, fue nombrado contratista principal de la construcción. Una huelga de la Hermandad Unida de Carpinteros y Carpinteros de América retrasó temporalmente la construcción en mayo de 1966. La piedra angular del edificio fue colocada por el vicepresidente Hubert H. Humphrey en noviembre de ese año. Desafortunadamente, durante la construcción del edificio de HUD, los cimientos de la parte occidental del edificio se construyeron accidentalmente de 0,5 a 1,1 m sobre el límite de la propiedad. Las zapatas de 0,91 m de espesor estaban a 7 m bajo tierra. Cuando L'Enfant Properties, arrendatario de la propiedad contigua al sitio de HUD, comenzó la construcción de L'Enfant Plaza Hotel en 1971, la compañía se vio obligada a demandar a John McShain, Inc. y a la Agencia de Reurbanización de Tierras por la remoción de las zapatas, la estabilización de la estructura de HUD y los costos asociados. La acción generó varias batallas judiciales prolongadas que duraron hasta los años 1970. 
El edificio de la sede de HUD se dedicó formalmente el 21 de septiembre de 1968. El presidente Johnson y el secretario de HUD, Robert C. Weaver, asistieron a la ceremonia. La estructura final contenía 65 032 m² de espacio para oficinas. Había 10 pisos de oficinas sobre el suelo y otros dos pisos debajo del suelo. El costo final fue de solo 26 millones de dólares (alrededor de 162 millones de 2010). 
En 2000, el edificio de HUD pasó a llamarse oficialmente Robert C. Weaver Federal Building en honor al Dr. Robert C. Weaver, el primer secretario de HUD y el primer miembro afroamericano del gabinete.

## Reconstrucción de la plaza principal
La plaza fue duramente criticada por los empleados de HUD. Los trabajadores de HUD no dieron ni un solo comentario positivo sobre la plaza en una encuesta de 1979, y los empleados criticaron fuertemente la falta de asientos en el espacio. La plaza en su conjunto, concluyó un grupo de planificación urbana, era sombría y poco acogedora. La señalización, la iluminación, la identificación de entradas y la regulación del tráfico peatonal en la plaza, le dijo la organización Project for Public Spaces al Departamento de Vivienda y Desarrollo Urbano de los Estados Unidos (que había encargado un estudio del edificio), eran tan deficientes que se caracterizaron como un "desastre".

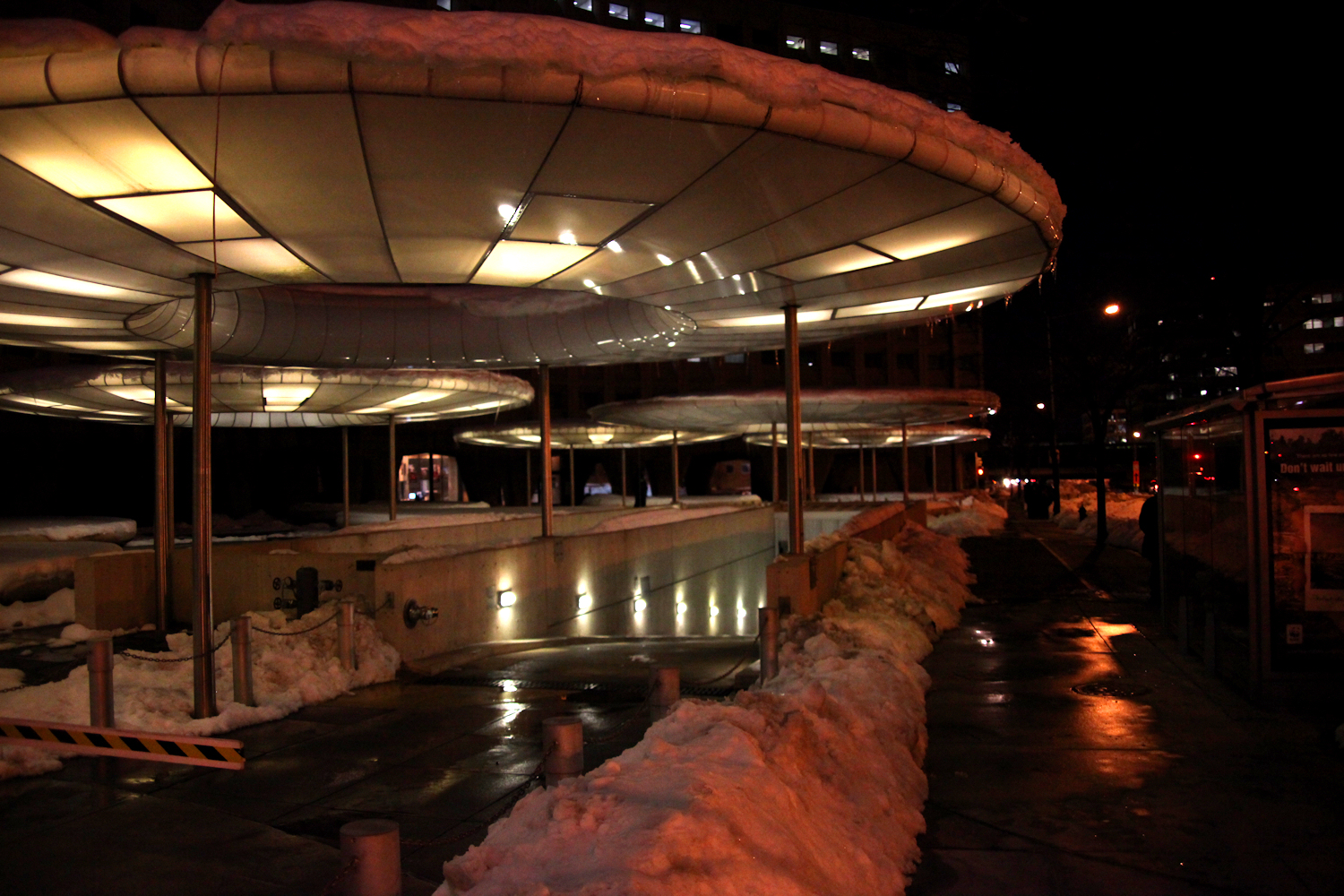
Las marquesinas blancas con forma de rosquilla en la plaza principal del Weaver Building por la noche. La salida del estacionamiento se puede ver debajo de las marquesinas y la entrada iluminada al vestíbulo principal (sur) en la distancia del medio a la izquierda.

A fines de los años 1980, la plaza comenzó a derramar agua en el estacionamiento subterráneo del edificio. En lugar de simplemente arreglar la fuga, el secretario del HUD, Henry Cisneros, alentó a GSA a renovar o reconstruir la plaza para que sea más amigable para los trabajadores y peatones. En 1990, Martha Schwartz, una arquitecta paisajista con sede en Massachusetts reconocida a nivel nacional conocida por sus diseños coloridos y poco convencionales, recibió el encargo de rediseñar la plaza. Schwartz inicialmente imaginó macetas bajas, redondas y de concreto que contenían pasto que sirviera como asiento, y toldos en forma de rosquilla de plástico de colores brillantes (iluminados desde adentro por la noche) colocados sobre postes de acero de 18 pies para brindar refugio del sol y la lluvia. Schwartz desarrolló su diseño en 1994 después de recibir comentarios del público durante un taller patrocinado por el National Endowment for the Arts. Aunque el diseño pasó por el riguroso proceso de planificación y diseño de la GSA y contó con el apoyo de J. Carter Brown (entonces presidente de la Comisión de Bellas Artes de Estados Unidos, que tuvo la aprobación conjunta del diseño) y el Secretario de HUD Cisneros (un planificador urbano capacitado), al comisionado de la GSA, Robert A. Peck, no le gustó mucho. Para cuando el diseño de Schwartz estuvo listo para su instalación, Cisneros había dejado HUD y Andrew M. Cuomo era el nuevo Secretario. Se alega que a Cuomo no le gustaban los toldos y temía que el plástico de colores brillantes provocara el ridículo del público, por lo que presionó para que se hicieran modificaciones. En un compromiso, las marquesinas se mantuvieron pero de color blanco neutro. Schwartz también diseñó un mural retroiluminado compuesto por imágenes de proyectos de construcción financiados por HUD para ser instalados en la pared de granito debajo de la logia, pero esto fue cancelado debido a preocupaciones de costos. 

## Evaluación crítica
El edificio federal Robert C. Weaver es uno de los dos edificios en Washington D. C., diseñado por Marcel Breuer (el otro es el Hubert H. Humphrey Building).
El edificio Weaver se considera un excelente ejemplo de la estética brutalista "suave" de Breuer. Los críticos dicen que "estableció nuevos estándares cívicos para el diseño arquitectónico", y lo han calificado como una obra maestra de la arquitectura moderna. En la dedicación de la estructura, el presidente Lyndon B. Johnson la declaró "audaz y hermosa", el secretario de HUD, Robert C. Weaver, dijo que era "urbana y urbana", y el administrador de la GSA, Lawson B. Knott Jr., la elogió como "una arquitectura duradera". activo para nuestra ciudad capital y nuestro país ". The New York Times dijo que el edificio "es una estructura atractiva y funcional que agrega un diseño de calidad y un estilo genuino del siglo XX a una ciudad que necesita ambos". En 1998, el crítico de arquitectura de The Washington Post dijo que el edificio era "impresionante... un panal de concreto inquietante y extrañamente elegante". La crítica de arquitectura Carole Rifkind lo calificó de "convincente en virtud de la arrogante eficiencia del sistema de construcción".
Sin embargo, el edificio no es admirado por muchos. El edificio tenía muy poco espacio de césped o jardín donde los empleados pudieran comer o relajarse durante el almuerzo, y muy poco de ese espacio plantado tenía asientos, lo que provocó un gran resentimiento en los empleados. Las áreas del jardín tenían contenedores de basura tan pequeños que se desbordaban cada tarde de trabajo. Los espacios interiores del edificio también fueron fuertemente criticados a fines de los años 1970. Según el Proyecto de espacios públicos, que estudió el edificio en nombre de HUD:
"La falta de acogida se extiende a los vestíbulos de los edificios, donde existe una necesidad de información de casi todo tipo.... no hay mapas públicos; los letreros direccionales exteriores son muy pocos y muy pequeños; las señales del Metro son tan discretas que son difíciles de encontrar;... no hay indicación de por dónde deben entrar los visitantes; las entradas son difíciles de encontrar;... la recepción principal está en el vestíbulo sur, aunque más personas entran por el norte; los tableros de información no están donde la gente los busca; los teléfonos de la casa no están claramente etiquetados; Las entradas de la cafetería y el centro de información de HUD están ocultos. Finalmente, los vestíbulos mismos están tan tenuemente iluminados, especialmente en contraste con la deslumbrante plaza delantera, que esto también aumenta la confusión".
En 2009, el entonces secretario de Vivienda y Desarrollo Urbano, Shaun Donovan, señaló que "el edificio en sí está entre los más vilipendiados de todo Washington, y con razón". El exsecretario de Vivienda y Desarrollo Urbano, Jack Kemp, lo describió en una ocasión como "10 pisos de sótano". Un historiador de la planificación urbana llamó al edificio un "ego-trip de forasteros". Un crítico arquitectónico de The Washington Times escribió en 2007: "Son dos de los edificios más feos de la ciudad: el austero casco de hormigón del Departamento de Vivienda y Desarrollo Urbano de Estados Unidos en 7th Street Southwest y su contraparte, el Departamento de Salud de Estados Unidos y Servicios Humanos en Independence Avenue Southwest.... El estilo escultórico del señor Breuer, llamado 'brutalismo' por 'béton brut' (francés para 'hormigón en bruto'), ha llegado a representar los peores aspectos de la arquitectura moderna: edificios severos y hostiles con plazas vacías al frente ". El Washington City Paper dijo que el edificio "se asienta sobre pilotes que parecen pies de rinoceronte, alejado de todo lo que lo rodea". Muchos críticos han argumentado que el diseño de Breuer no es original y esencialmente imita la Sede de la Unesco y el Centro de Investigación de IBM que diseñó varios años antes.
La plaza diseñada por Schwartz también ha sido criticada. "Parece como si un batallón de siete platillos voladores hubiera flotado a la Tierra frente al Departamento de Vivienda y Desarrollo Urbano", escribió el Washington City Paper. "Lo que se encuentra hoy en la plaza de HUD no es tanto el homenaje al refugio que Schwartz originalmente pretendía como una muestra de capitulación". Las marquesinas han sido criticadas por estar demasiado lejos de la zona de asientos/jardineras redondas y no lo suficientemente cerca de la calle, lo que las vuelve inútiles como el refugio para el que fueron diseñadas. El Proyecto de Espacios Públicos calificó a la plaza como la octava peor plaza pública del mundo en 2004. Otros han elogiado el nuevo diseño de la plaza. El Washington Post dijo que las marquesinas proporcionan "un agradable impacto... Siete naves espaciales fantasmales parecen estar flotando cómodamente sobre su patio delantero, vigilando una reunión ordenada de discos de bordes blancos que abrazan el suelo y cargan montones de hierba saludable " 